# حكومة الدفاع الوطني (العراق)
تشكلت حكومة حكومة الدفاع الوطني يوم 3 نيسان 1941، وهي نتيجة لثورة رشيد عالي الكيلاني وإقالة وزارة طه الهاشمي.
تكونت الحكومة برئاسة رشيد عالي الكيلاني وعضوية العقداء الأربعة صلاح الدين الصباغ وفهمي سعيد وكامل شبيب ومحمود سلمان وعضوية علي محمود الشيخ علي ومحمد يونس السبعاوي.
أقيل الوصي عبد الإله وعين الشريف شرف بن راجح وصيا على عرش العراق يوم 10 نيسان 1941.
تشكلت بعدها وزارة رشيد عالي الكيلاني الرابعة.